# Liste der Fluggesellschaften in Eswatini
Dies ist eine Liste der Fluggesellschaften in Eswatini.

## Aktuelle Fluggesellschaften

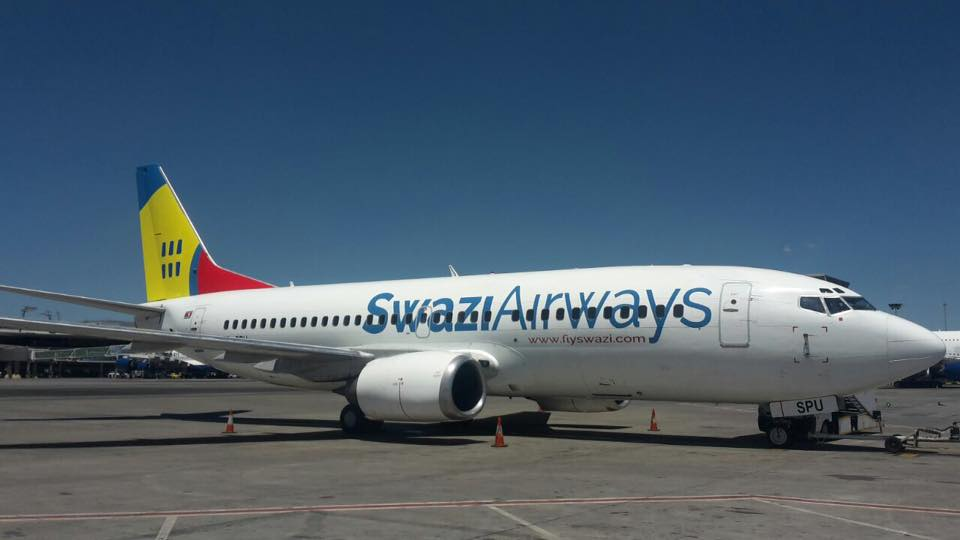
Flugzeug der Swazi Airways

- Eswatini Air/AirSwatini (seit 2022)
- Royal Eswatini National Airways

## Ehemalige Fluggesellschaften
Quelle: 

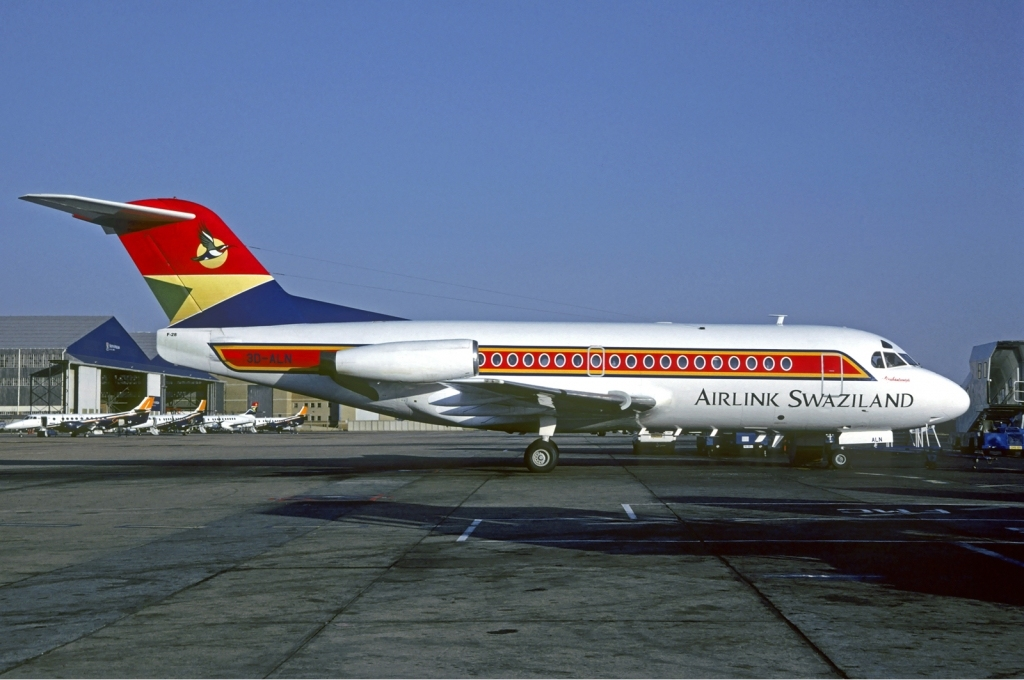
Flugzeug der Airlink Swaziland

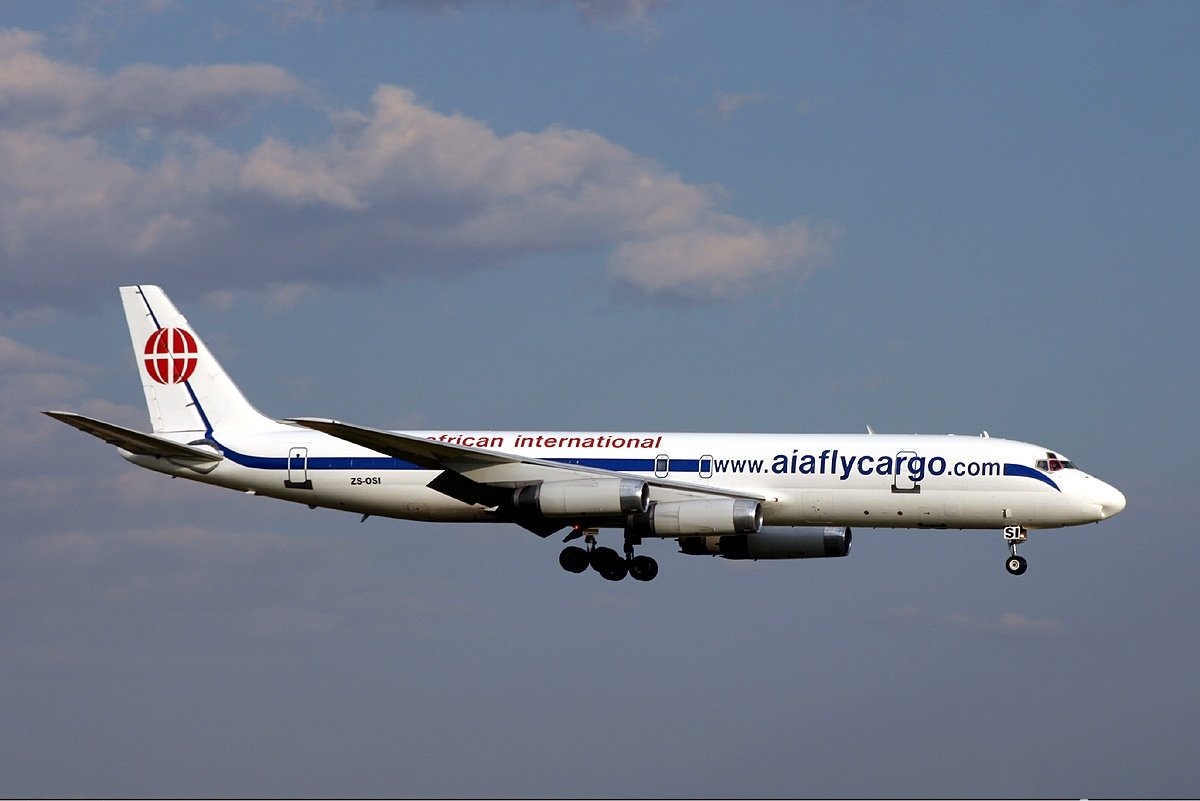
Flugzeug der African International Airways

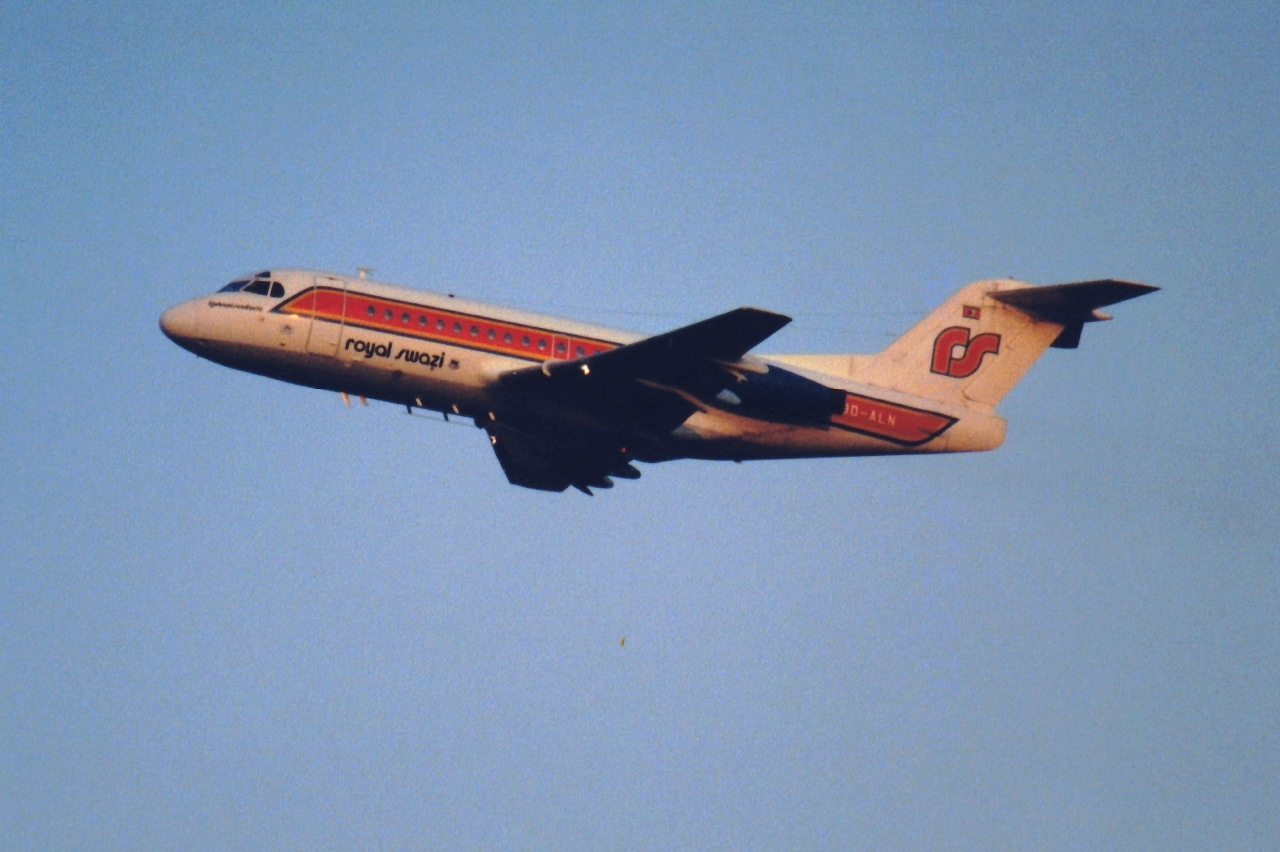
Flugzeug der Royal Swazi National Airways

- Aero Africa (2003–2009) – Wiederaufnahme des Flugbetriebs geplant (Stand März 2017)[2]
- African International Airways (1985–2008)
- Aghalieaku Airways (2016–2017)

- AGL (Air Grand Lucs) (1998–1999 und 2004–2008)
- Air Cargo Swaziland (1980–1982)
- Air Equatorial (2002–2003)
- Air Pass (2000)
- Air Swazi Cargo (1992–1996)
- Air Swaziland (1980er)
- Airlink Swaziland (1994–2004)
- City Air Services (2003–2004)
- Eastern Air (2004–2006)
- Eswatini Airlink (1999–2022)
- Executive Aerospace (2004–2006)
- Interflight (1998–2000 und 2000–2004)
- Interstate Airways (1998–1999)
- Jet Air (2004–2006)
- Northeast Airlines (2002–2005)
- Pietersburg Aviation Services (Air Cess Swaziland) (1997)
- ROM Atlantic Aviation (2001–2003)
- Royal Swazi National Airways (1978–1999)
- Scan Air Charter (1991–2009)
- Southern Cross Swaziland (1997–1998)
- Swazi Air (1956–1961 und 1962–1978)
- Swazi Airways (2016–2017)[3]
- Swazi Express Airways (1995–2008)
  - Steffen Air (1995–1996)
- Trans African Airways (2003–2004)
- Trans Air Charter (2000)
- Transair Airlines (2002)
- Unique Air Charter (2009–2011)
- Westair Cargo Airlines (2003–2005) – seitdem in der Elfenbeinküste registriert